# 梁臨
梁臨（？—？），字仲敬，广东新会人（ 今天屬廣東江門市開平市水囗鎮）明朝政治人物，進士。子梁馬超、梁馬貞，孫女婿上凌人譚玄圭。
梁臨从小跟从罗蒙正游学。洪武四年（1371年）中辛亥科三甲第九名進士。善于诗文，官至礼部主事。